# GeneCards
GeneCards — база данных человеческих генов, что обеспечивает геномную, протеомную, транскриптомную, генетическую и функциональную информацию о всех известных и предсказанных генов человека. Она разрабатывается и поддерживается Коронным центром человеческого генома в Институте науки им. Вейцмана.
Эта база данных имеет целью дать краткий обзор имеющейся в настоящее время биомедицинской информации об искомых генов, включая гены человека, закодированных белков, и соответствующие заболевания. GeneCards предоставляет доступ к бесплатным веб-ресурсам о более чем 7000 всех известных человеческих генов, собранных из >90 ресурсов, таких как HGNC, Ensembl и NCBI. Ядро перечня генов основано на утвержденных генных символах опубликованных Комитетом по номенклатуре генов HUGO (HGNC). Сведения тщательно собирались и отбирались из этих баз данных мощным и удобным движком. Если поиск не возвращает никаких результатов, эта база данных даст ряд предложений, чтобы помочь пользователям выполнить их поиск в зависимости от типа запроса, и предоставит прямые ссылки на поисковые системы других баз данных. Со временем GeneCards разработала набор инструментов (GeneDecks, GeneLoc, GeneALaCart), которые предоставляют более специализированные возможности. С 1998 года GeneCards база широко используется в биоинформатике, геномике и в медицинском сообществе.

## История
С 1980-х годов, сведения о последовательностях становятся все более обширными, и многие лаборатории это поняли и начали хранить эти сведения в центральных хранилищах данных — первичных базах данных.
Однако, информация, предоставленная базой данных первичных последовательностей (базы данных более низкого уровня) акцентируется на других аспектах. Чтобы собрать эти разрозненные данные, Коронный центр человеческого генома из Института науки Вейцмана разработал базу данных под названием ‘GeneCards’ в 1997 году. Эта база данных в основном посвящена информации о геноме человека, человеческих генов, кодируемых белков функции и сопутствующих заболеваний.

## Рост
Сначала, она включала в себя только две основные функции: функцию получения интегрированной биомедицинской информации об определенных генов в формате «карты» и текстовый поисковик.
Начиная с 1998 года были добавлены новые ресурсы и типы данных, такие как экспрессия белка и генная сеть, использован более скоростной и сложный поисковик, что позволило получить лучшую производительность, и обновленную, технологически благоприятную инфраструктуру для расширения генного анализа в отличие от первоначальной версии. В настоящее время версия 3 собирает информацию из более чем 90 ресурсов на основе сводного списка генов, и этот процесс можно проводить в автономном режиме. Также разработаны более специализированные комплексы на основе GeneCards. GeneNote и GeneAnnot для анализа транскриптома, GeneLoc — геномных маркеров локаций и, GeneALaCart — пакетные запросы и GeneDecks — для нахождения функциональных партнеров и для набор генов дистилляции. Каждые 3 года начинается новый этап планирования для последующего пересмотра, включая внедрение, развитие и полуавтоматизированное обеспечения качества и развертывание. Используемые технологии включают Eclipce, Apache, Perl, XML, РНР, Propel, Java, Р и MySQL.